# Typhleotris pauliani
Typhleotris pauliani är en fiskart som beskrevs av Arnoult, 1959. Typhleotris pauliani ingår i släktet Typhleotris och familjen Eleotridae. IUCN kategoriserar arten globalt som starkt hotad. Inga underarter finns listade i Catalogue of Life.